# 乙供郵便局
乙供郵便局（おつともゆうびんきょく）は青森県上北郡東北町にある郵便局である。民営化前の分類では集配特定郵便局であった。局番号は84119。
地名としての乙供は『おっとも』と読むが、局名は『おつとも』である。

## 概要
住所：〒039-2699 青森県上北郡東北町上笹橋17-15

## 沿革
- 1915年（大正4年）7月26日 - 開局（集配局）。
- 1937年（昭和12年）12月11日 - 甲地村で一般加入電話の交換開始。
- 1967年（昭和42年）11月26日 - 電話の加入および料金に関する簡易な事務を除く電話交換事務を野辺地電報電話局に移管[1]。
- 1970年（昭和45年）11月1日 - 局舎新築落成。
- 1989年（平成元年）7月3日 - 局舎が現在地に新築オープン。
- 2007年（平成19年）
  - 3月5日 - ゆうゆう窓口（郵便時間外窓口）を廃止し、配達センター局に移行。
  - 10月1日 - 民営化に伴い、併設された郵便事業野辺地支店乙供集配センターに一部業務を移管。
- 2012年（平成24年）10月1日 - 日本郵便株式会社発足に伴い、郵便事業野辺地支店乙供集配センターを乙供郵便局に統合。

## 取扱内容
- 郵便、印紙、ゆうパック、内容証明
- 貯金、為替、振替、振込、国際送金、国債
- 生命保険、バイク自賠責保険
- ゆうちょ銀行ATM
- 上北郡東北町内の一部地域（〒039-26xx）の集配業務

## 周辺
- 東北町役場 東北分庁舎
- 東北消防署
- 国道394号

## アクセス
- 青い森鉄道青い森鉄道線 乙供駅より徒歩約5分
- 東北町民バス 乙供停留所もしくは元町停留所下車
- 駐車場あり：8台

## 参考資料
- 『東北町史 年表』（東北町・1997年3月31日発行）「大正編～平成編」108頁～282頁